# Studio ND
Studio ND byl divadelní soubor, vytvořený Jindřichem Honzlem v květnu 1945 původně jako Soubor mladých, přičleněný v červenci 1945 k Národnímu divadlu, jako jeho Studio.

## Vznik souboru, působiště
Soubor mladých vytvořil v květnu roku 1945 Jindřich Honzl především z členů bývalých divadel Divadélko pro 99 a Divadélko ve Smetanově muzeu, působících za okupace v Praze. Činnost zahájil v sále Vančurova domu v Klimentské ulici. Poté, co se stal Honzl od června 1945 režisérem ND a členem umělecké správy ND, byl Soubor mladých ministerským výnosem dne 27. července 1945 přičleněn k Národnímu divadlu jako Studio ND a dostal k užívání budovu bývalé Velké operety v Dlouhé třídě (později tam sídlilo Divadlo Jiřího Wolkera), kde zahájil svoji činnost po rekonstrukci sálu od prosince 1945. V roce 1946 byl však sál v Dlouhé třídě přidělen Činohře 5. května, takže Studiu byl propůjčen prostor ve Stavovském divadle ve dnech, kdy zde nehrála opera.
Začátkem roku 1947 však Národní divadlo odmítlo z provozních důvodů uvolňovat Stavovské divadlo pro Studio ND a tak od září 1947 Studio vystupovalo v Mozarteu v Jungmannově ulici.

## Cíle Studia ND
V programové brožuře Studia ND uvedl J. Honzl, že Studio je přechodným typem mezi generačním divadlem a uměleckou školou. Statut Studia uváděl, že Studio má přispívat k výchově herců a režisérů, má vychovávat ve vztahu ke scéně a dramatu taneční a hudební umělce a jevištní výtvarníky, má poskytnout dramatickým básníkům příležitost k aktivní účasti na scénickém tvoření atd. a také, že se má stát prostředkem všestranné divadelní výchovy obecenstva. Vzor viděl Honzl ve studiích MCHATu. Dominantní byl tedy pedagogický cíl Studia.

## Členové souboru
Po svém vzniku mělo Studio 16 členů a ke spolupráci byli dále jako hosté zváni další umělci. Jádro souboru tvořili Alexandra Myšková, Milada Wildová, Lída Myšáková (tanečnice), Josef Pehr (který byl současně členem činohry ND), Stanislav Vyskočil, bratři Jiří a Miloš Nesvadbové, Luba Skořepová, Zdena Vovsová, a další. Pohostinsky ve Studiu vystupoval tanečnice Růžena Gottliebová a herec Vladimír Hrubý a režírovali zde Miloš Nedbal, Jaroslav Průcha a Antonín Dvořák (scénograf). Z členů Studia se věnovali režii Stanislav Vyskočil (odešel v roce 1946), Jiří Nesvadba a Josef Pehr. Výtvarnou stránku často připravoval Miloš Nesvadba. Z herců se prosadili a byli oceňování mj. Miloš Kopecký, Luba Skořepová a Miloš Nesvadba.

## Citát
| „                | Soubor, prosazený politickými tlaky Honzlovými a Nejedlého, byl celou dobu své existence ohniskem konfliktů uvnitř i vně ND, a nakonec byl v létě 1948 zrušen samými svými tvůrci v okamžiku, kdy vznikly předpoklady jeho normálního fungování. | “ |
| — Jindřich Černý | |   |

## Uvedené divadelní hry, výběr
- 1945 Vladislav Vančura: Učitel a žák, režie Jindřich Honzl, scénografie Toyen (17 repríz)
- 1945 Matěj Kopecký: Krásná Dišperanda (maňáskové představení Josefa Pehra) (55 repríz)
- 1945 Puškinův večer (dvě dramata – Scény z dob rytířských a Kamenný most), režie Stanislav Vyskočil (9 repríz)
- 1945 Aristofanés: Bohatství, režie Stanislav Vyskočil (19 repríz)
- 1946 J. F. Regnard: Univerzální dědic, režie Jiří Nesvadba (16 repríz)
- 1946 V. K. Klicpera: Jan za chrta dán, režie Josef Pehr (26 repríz)
- 1946 Václav Řezáč: Zelená knížka (na motivy Poplachu v Kovářské uličce), režie Stanislav Vyskočil (11 repríz)
- 1946 Charles Vildrac: Koráb Tenacity, režie Jaroslav Průcha j. h.
- 1946 Národní hrdina Julius Fučík, režie Jindřich Honzl (29 repríz)
- 1946 Ty, který tu zpíváš nyní (pásmo kramářských písní) – uvedeno na paměť Zdeňka Stránského, herce Divadélka pro 99, který padl při Pražském povstání v květnu 1945
- 1946 G. M. Martens, A. Ubey: Flamendři v ráji, režie Stanislav Vyskočil (26 repríz)
- 1946 Federico Garcia Lorca: Krvavá svatba, režie Jindřich Honzl (3 reprízy)
- 1946 J. K. Tyl: Chudý kejklíř, režie Josef Pehr (27 repríz)
- 1947 J. Barč-Ivan: Máti, režie Miloš Nedbal j. h. (6 repríz)
- 1947 Jan Drda: Městečko na dlani, režie Antonín Dvořák j. h.
- 1947 Marcel Pagnol: Smraďoch, režie Miloš Nedbal j. h. (61 repríz) (nejúspěšnější představení v historii Studia, v titulní roli Miloš Kopecký[9]
- 1947 A. N. Afinogenov: Mášenka, režie Josef Pehr (33 repríz)
- 1947 Jan Bartoš: Nezvěstná, režie Jindřich Honzl (4 reprízy)
- 1947 Marcel Achard: Slečna Naděje, režie Jiří Nesvadba (13 repríz)
- 1947 Michal Chromanski:  Když mramor obživne, režie Jaroslav Průcha j. h. (13 repríz)
- 1947 J. Pehr, J. Mráz: Nové jesličky (maňáskové představení Josefa Pehra) (33 repríz)
- 1948 Jaroslav Pokorný: Marlin, režie Jiří Nesvadba (7 repríz)
- 1948 Francouzští komedianti (3 francouzské frašky), režie Josef Pehr (49 repríz)
- 1948 Guliver v Maňáskově (maňáskové představení Josefa Pehra) (13 repríz)
- 1948 Vítězslav Nezval: Opatřte si dvojníka, režie Jiří Nesvadba (17 repríz)
- 1948 V. K. Klicpera: Hadrián z Římsů, režie Josef Pehr (29 repríz)
- 1948 O. J. Kornijčuk: V ukrajinských stepích, režie Jiří Nesvadba (9 repríz)

## Zánik Studia ND
Studio ukončilo činnost v roce 1948, kdy jej Jindřich Honzl rozpustil poté, co se stal šéfem činohry Národního divadla. Spolu s ním do Národního divadla přešli Miloš Kopecký, Miloš Nesvadba, Luba Skořepová, Marie Motlová, Vladimír Hrubý a Karel Pech. Ostatní herci si měli hledat jiné angažmá a proti rozpuštění Studia protestovali a navrhovali, aby jej po J. Honzlovi vedl Jiří Jahn (tehdejší umělecký šéf Činohry 5. května), což však nebylo schváleno a Studio bylo rozpuštěno, .